# Spermacoce litoralis
Spermacoce litoralis là một loài thực vật có hoa trong họ Thiến thảo. Loài này được (Urb.) Alain miêu tả khoa học đầu tiên năm 1988.